# Clarissa Scott Delany
Clarissa Scott Delany, née Clarissa Mae Scott en 1901 et morte en 1927, est une poètesse, essayiste, éducatrice et assistante sociale afro-américaine associée à la Renaissance de Harlem.

## Biographie
Clarissa Mae Scott est la fille d'Emmett Jay Scott, secrétaire de Booker T. Washington, et d'Elenor Baker Scott. Elle est née et grandit à Tuskegee, en Alabama, et fait ses études à la Bradford Academy et au Wellesley College, rejoignant Delta Sigma Theta et obtenant son diplôme avec les honneurs Phi Beta Kappa en 1923. Après avoir voyagé en France et en Allemagne, elle enseigne pendant trois ans au lycée Dunbar à Washington, DC. Là, elle fréquente le salon littéraire de Georgia Douglas Johnson (en), le Saturday Nighters Club.
Les quatre poèmes publiés par Scott sont inhabituels dans le sens où elle ne discute pas de luttes spécifiques, mais parle de manière allégorique. Son travail est accueilli positivement par Alice Dunbar-Nelson, Angeline Weld Grimké et WEB Du Bois.
En 1926, Scott épouse l'avocat Hubert Thomas Delany et ils s'installent à New York. Elle travaille comme assistante sociale, collectant des statistiques pour une étude sur les enfants noirs délinquants et négligés à New York avec la National Urban League et le Women's City Club (en). En 1927, elle meurt d'une néphropathie après avoir souffert pendant six mois d'une infection à streptocoque.
L'auteur, professeur et critique littéraire américain Samuel R. Delany est son neveu.

## Travaux

### Poèmes
- «Solace», dans Opportunity: A Journal of Negro Life, 1925
- «Joy» dans Opportunity: A Journal of Negro Life, 1926
- «The Masque», dans Palms, 1926
- «Interim», dans Countee Cullen, éd., Caroling Dusk : , 1927An Anthology of Verse by Negro Poets, 1927

### Essais
- A Golden Afternoon in Germany, dans Opportunity: A Journal of Negro Life.